# Oliarus tasmani
Oliarus tasmani är en insektsart som beskrevs av George Willis Kirkaldy 1907. Oliarus tasmani ingår i släktet Oliarus och familjen kilstritar.
Artens utbredningsområde är Fiji. Inga underarter finns listade i Catalogue of Life.